# Bataille de La Rochelle (1372)
Pour les articles homonymes, voir Bataille de La Rochelle.
Guerre de Cent Ans
Batailles
La bataille de La Rochelle est une bataille navale qui s'est déroulée le 22 juin 1372, et qui est remportée par la flotte castillane sur les navires anglais.

## Contexte
Après le traité de Brétigny, les Anglais ont pris le contrôle de tout le Sud-Ouest de la France. Le roi Charles V, contre les chevauchées anglaises, use de la tactique de la terre déserte. Il évite ainsi les grandes batailles rangées en rase campagne qui ont tourné à la déroute pour la chevalerie française (comme à Crécy ou à  Poitiers) et reprend une à une toutes les places fortes par une guerre de siège. La Rochelle est alors assiégée par les troupes de Du Guesclin. La France est alors alliée à Henri II (roi de Castille) fidèle à Charles V qui envoie une flotte de bataille.

## Effectifs et commandement de la flotte anglaise
La flotte anglaise compte 36 nefs de haut bord à faible tirant d'eau et 14 navires de transport. Elle appareille d'Angleterre pour La Rochelle commandée par Jean de Hastings, comte de Pembroke.

## Effectifs et commandement de la flotte castillane
Les 22 galères castillanes étaient commandées par Ambroise Boccanegra, fils de Gilles Boccanegra.

## Stratégie du combat naval imaginée par Charles V
Les galères françaises et l'escadre de navires plus légers devaient rejoindre la flotte castillane à Santander et intercepter la flotte anglaise. L'amiral Antoine Grimaldi, commandant les galères françaises, et Owen Tudor, ayant sous ses ordres l'escadre légère, ne vinrent pas au rendez-vous fixé. Après quelques jours d'attente, Ambrosio Boccanegra quitta Santander pour prendre la mer à la mi-juin 1372. Les marins castillans eurent en vue le port de La Rochelle le 22 juin 1372.

## La bataille

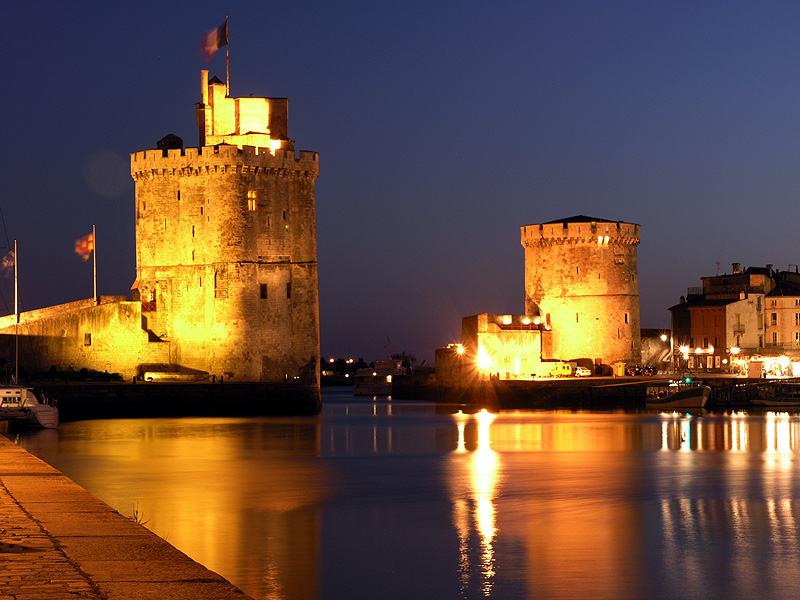
Le vieux port, les deux tours.

Les navires anglais étaient ancrés à quelques encablures de La Rochelle. Malgré son infériorité numérique, l'amiral castillan fit feu sur la flotte anglaise. Les nefs anglaises, faisant rempart pour protéger les navires de transport, se défendirent avec vigueur. Les galères castillanes étaient armées de canons qui leur donnèrent une légère supériorité. Les nefs anglaises possédaient un tirant d'eau supérieur aux galères castillanes. À marée descendante, Jean de Hastings, comte de Pembroke, donna l'ordre à sa flotte de rejoindre la haute mer. Mais les bâtiments de transport firent des erreurs de manœuvre et s'échouèrent sur les hauts-fonds. Profitant de leur fâcheuse position, l'amiral castillan s'attaqua aux navires de transport immobilisés par le sable. Les marins anglais furent jetés à la mer.
Puis, Ambrosio (fils d'Egidio Boccanegra qui avait combattu à la bataille de l'Écluse) feignit de s'approcher de la terre avec ses galères. La supercherie fonctionna : Jean de Hastings, comte de Pembrocke, crut la flotte castillane à sa merci et pensa l'envoyer par le fond. Mais la stratégie d'Ambrosio Boccanegra était tout autre. L'amiral castillan n'ignorait pas que les grandes nefs anglaises lourdement chargées ne pourraient bouger à marée basse, il suffisait tout simplement de les attaquer par le feu et les flèches enflammées. La nuit était claire, mais les vents étaient contraires à la flotte anglaise.
Au petit matin du 23 juin 1372, la flotte castillane fut remise à flot avec la marée, mais le grand tirant d'eau des nefs anglaises les empêcha de manœuvrer. Chaque galère castillane traînant des brûlots chargés d'huile et de suif vogua vers les nefs anglaises, les hommes d'équipage castillans envoyèrent les brûlots vers les bâtiments anglais et la bataille commença. Les nefs s'embrasèrent les unes après les autres, beaucoup de navires anglais furent coulés, dont celui transportant le trésor de guerre destiné à payer 3 000 mercenaires durant une année. Certaines nefs purent échapper à l'incendie, mais encerclées de toutes parts, elles furent à leur tour envoyées par le fond.
Les nefs anglaises avaient à leur bord l'état-major et les meilleurs éléments de l'armée. Jean de Hastings, comte de Pembrocke, fut fait prisonnier avec quatre cents chevaliers et huit mille soldats. Il fut emprisonné à Santander. Lors du retour en Espagne, Boccanegra captura quatre navires anglais supplémentaires.

## Conséquences
Les Anglais perdent la maîtrise maritime des côtes françaises, doivent abandonner leur alliance avec les Portugais contre les Castillans et seront mis en difficulté sur le continent faute d'approvisionnement. La France, bien qu'elle n'ait pas participé à la bataille, prend sa revanche sur la bataille de l'Écluse. Les Français reprennent progressivement le contrôle des terres cédées au traité de Brétigny.